# Lafelt
Lafelt és un poblat de l'antic municipi belga de Vlijtingen, a la regió de Haspengouw a la frontera amb els Països Baixos i la ciutat de Maastricht. El 1r de gener de 1977 va fusionar amb Riemst.
El primer esment escrit Lancfelt data del 1311. És sobretot conegut per la batalla de Lafelt del 2 de juliol de 1747, episodi major en la guerra de Successió Austríaca. En els documents contemporanis, els aliats i les forces francesos fan servir moltes variants: Lauffeld, Lawfeld, Lauffeldt, Lauffield, Laveldt. Es trobava a la via romana Tongeren-Maastricht, de la qual romanen unes traces. La via va ser tallada i roman en atzucac després de la construcció del Canal Albert a partir de 1930.
Després de la batalla, les tropes franceses van pillardejar i incendiar tota la zona i no hi van romandre dempeus gaire edificis anteriors a la batalla.

## Llocs d'interès[2]
- Monument irlandès de la batalla
- Capella neogòtica del 1857
- Unes masies de la darreria del segle xviii